# Phare de Skaftárós
Le phare de Skaftárós est un phare d'Islande qui marque l'entrée de la lagune de Skaftárós, dans la région de Suðurland.